# 富川综合运动场站
富川綜合運動場站（：／ Bucheon-jonghap-undongjang yeok */?）是首爾地鐵7號線和首都圈電鐵西海線沿線的一座地下車站，位於韓國京畿道富川市春衣洞。

## 車站結構
站體為地下車站，共有5處出口。

### 7號線月台
站體為1面2線的島式月台，候車月台設有月台幕門。

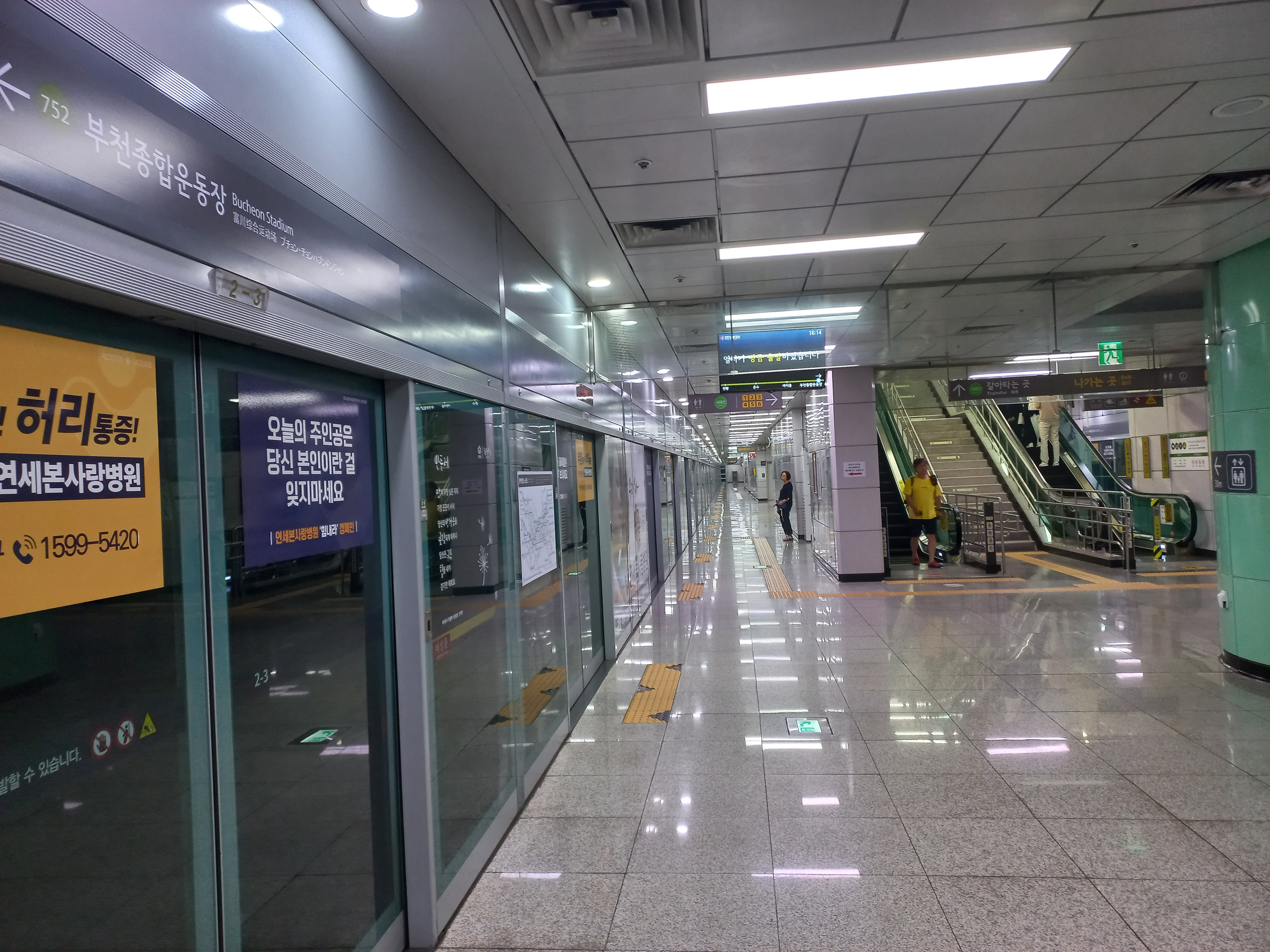
7號線候車月台

| 喜鵲屋 ↑ |
| 下 上 \| |
| ↓ 春衣   |

| 月台 | 路線           | 目的地                                             |
| ---- | -------------- | -------------------------------------------------- |
| 上行 | ●首爾地鐵7號線 | 溫水、高速巴士客运站、上鳳、長岩方向               |
| 下行 | ●首爾地鐵7號線 | 春衣、上洞、三山體育館、掘浦川、富平區廳、石南方向 |

### 西海線月台
站體為2面2線的側式月台，候車月台設有月台幕門。

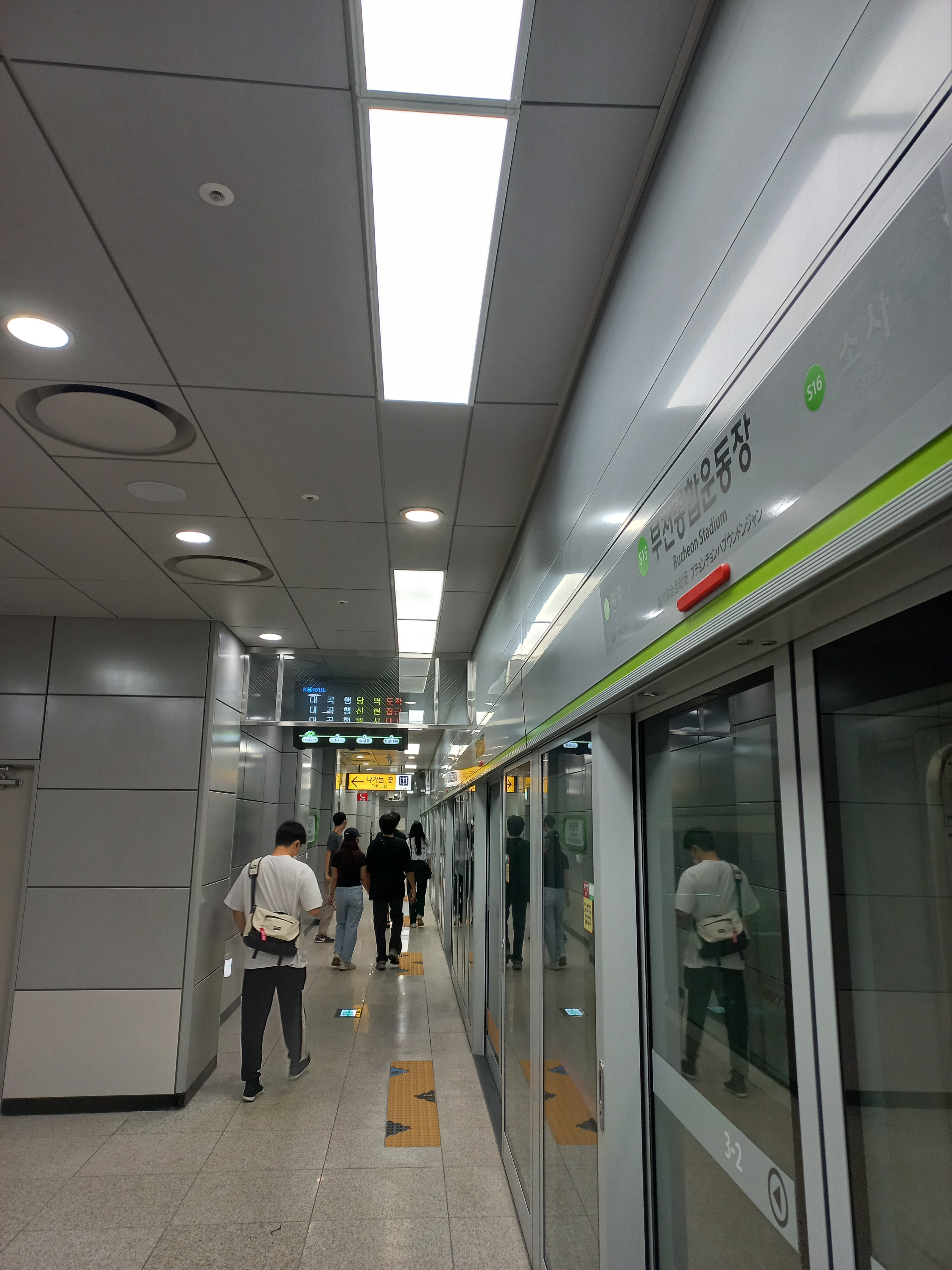
西海線候車月台

| ↑ 遠宗 |
| \| 下  |
| 素砂↓  |

| 月台 | 路線              | 目的地                    |
| ---- | ----------------- | ------------------------- |
| 上行 | ●首都圈電鐵西海線 | 金浦機場、大谷、一山 方向 |
| 下行 | ●首都圈電鐵西海線 | 始興市廳、草芝、元時 方向 |

## 歷史
- 2012年10月27日：7号线站體落成啟用。
- 2023年7月1日：西海線站體落成啟用[1]。

## 車站周邊
- 富川綜合運動場
- 富川休閑體育公園
- 富川市立遠美圖書館
- 富川顯忠塔
- 国家无形文化财富川傳授會館
- 春衣洞公車總站
- 富川梧亭警察署

## 圖片

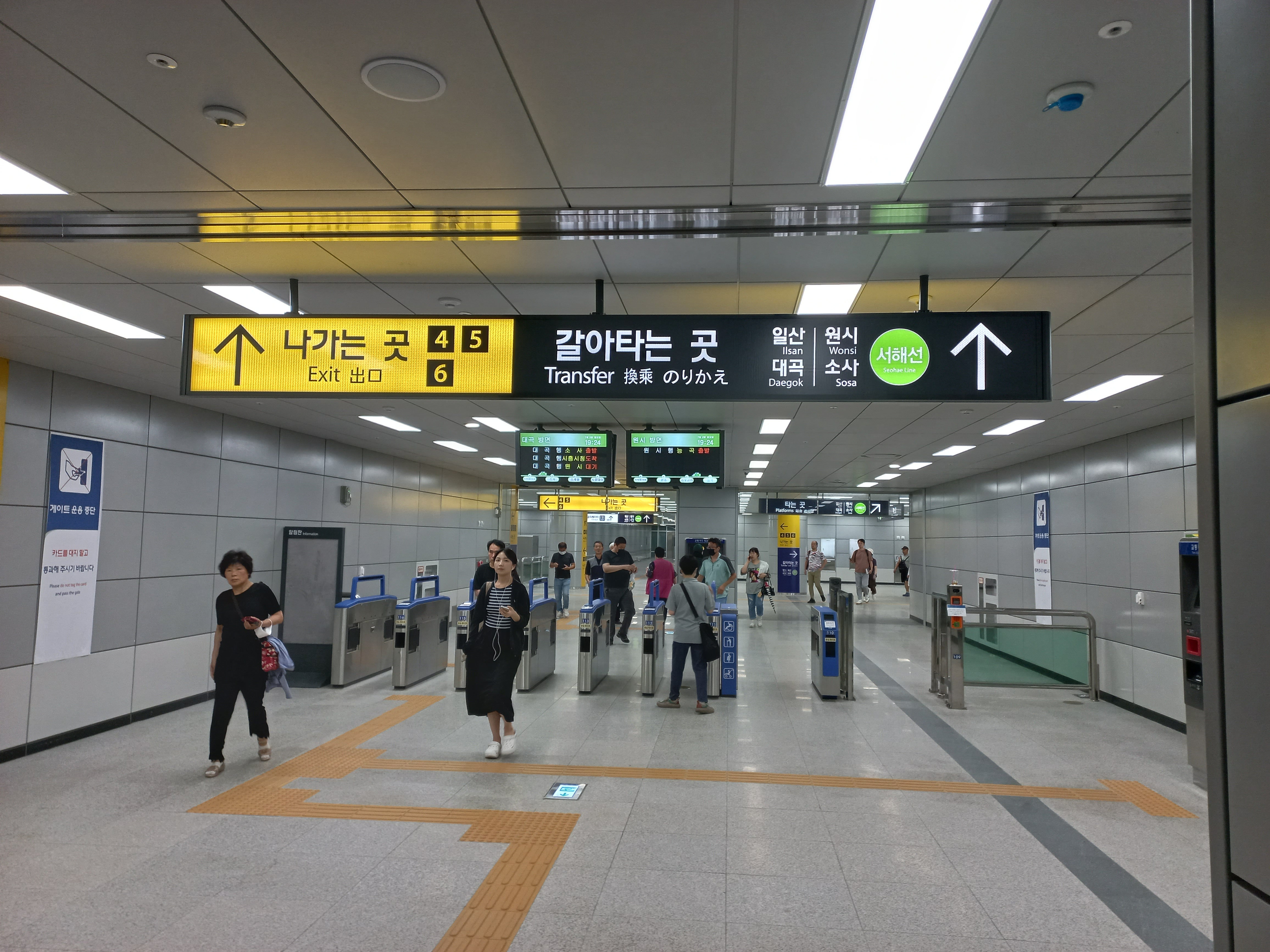
車站大廳
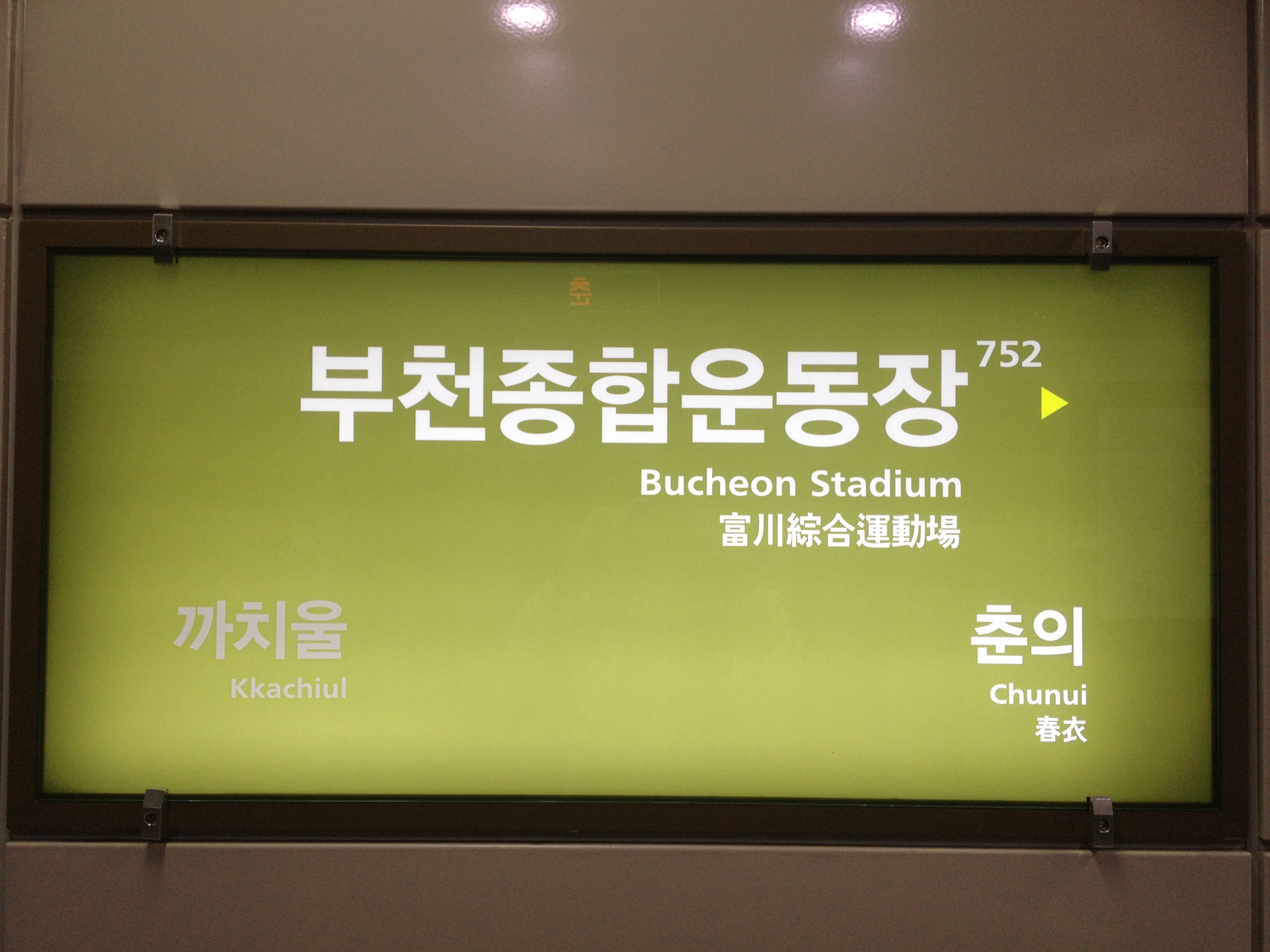
7號線站名牌
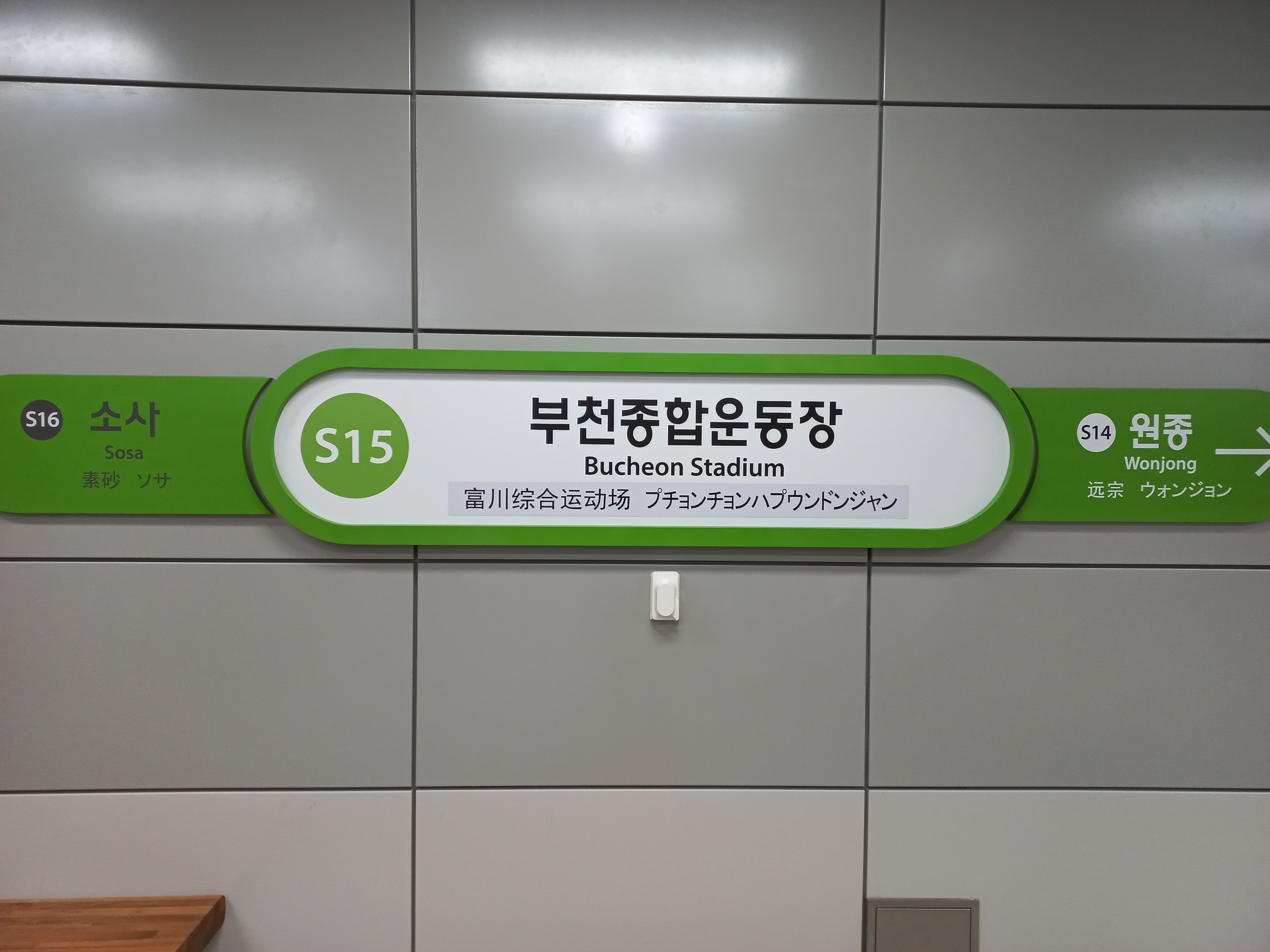
西海線站名牌
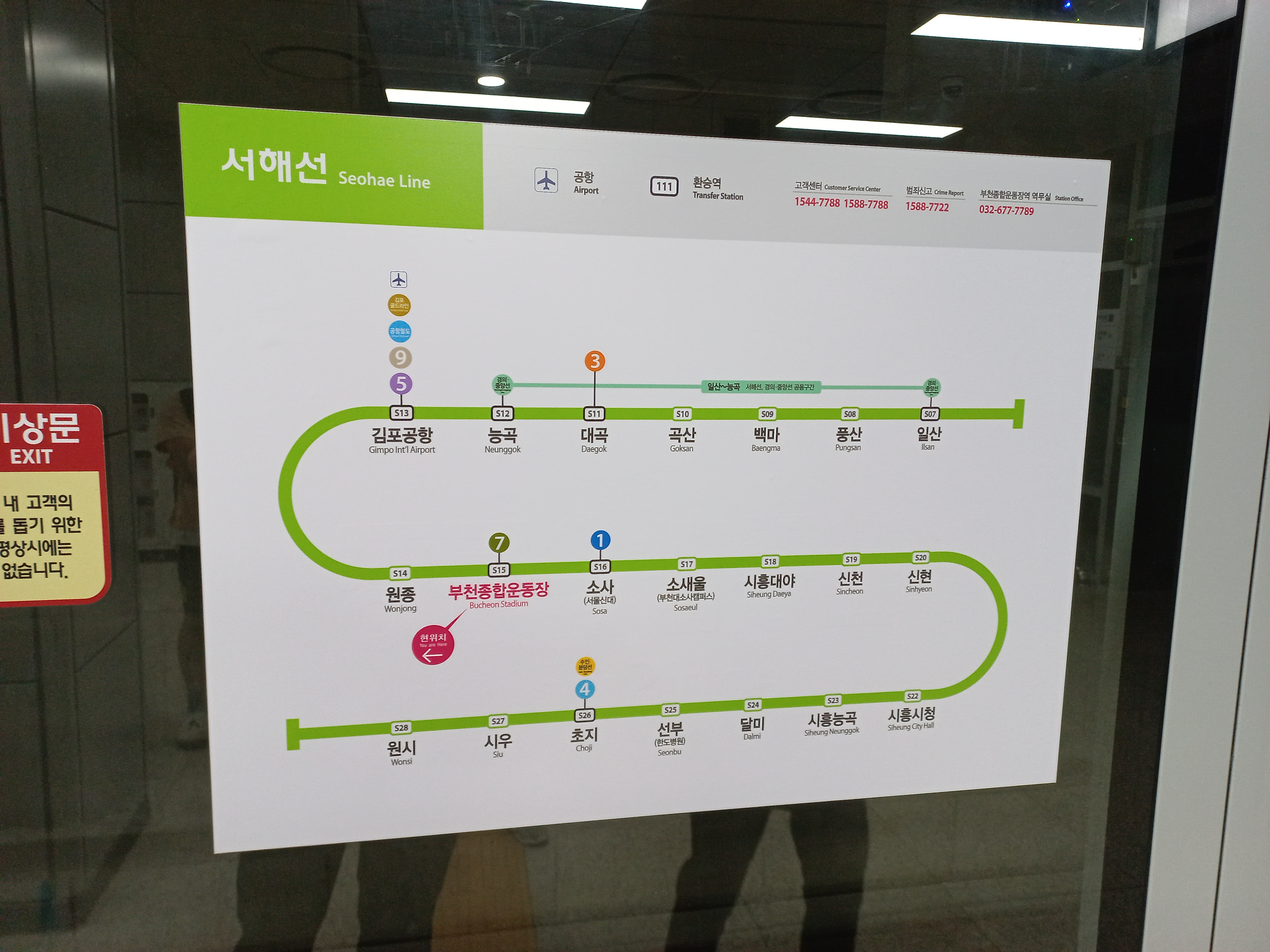
西海線月台門上的路線圖
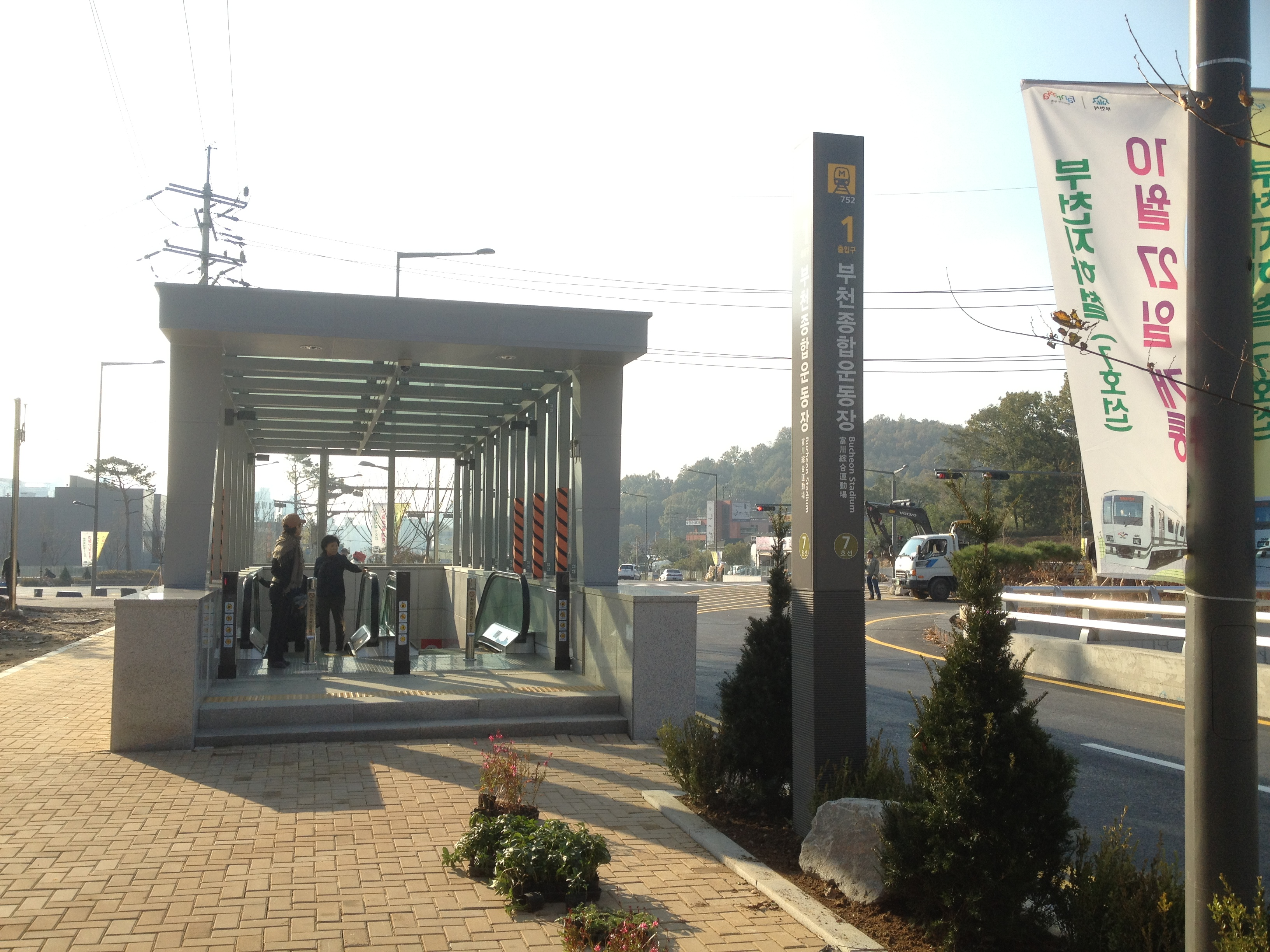
1號出口
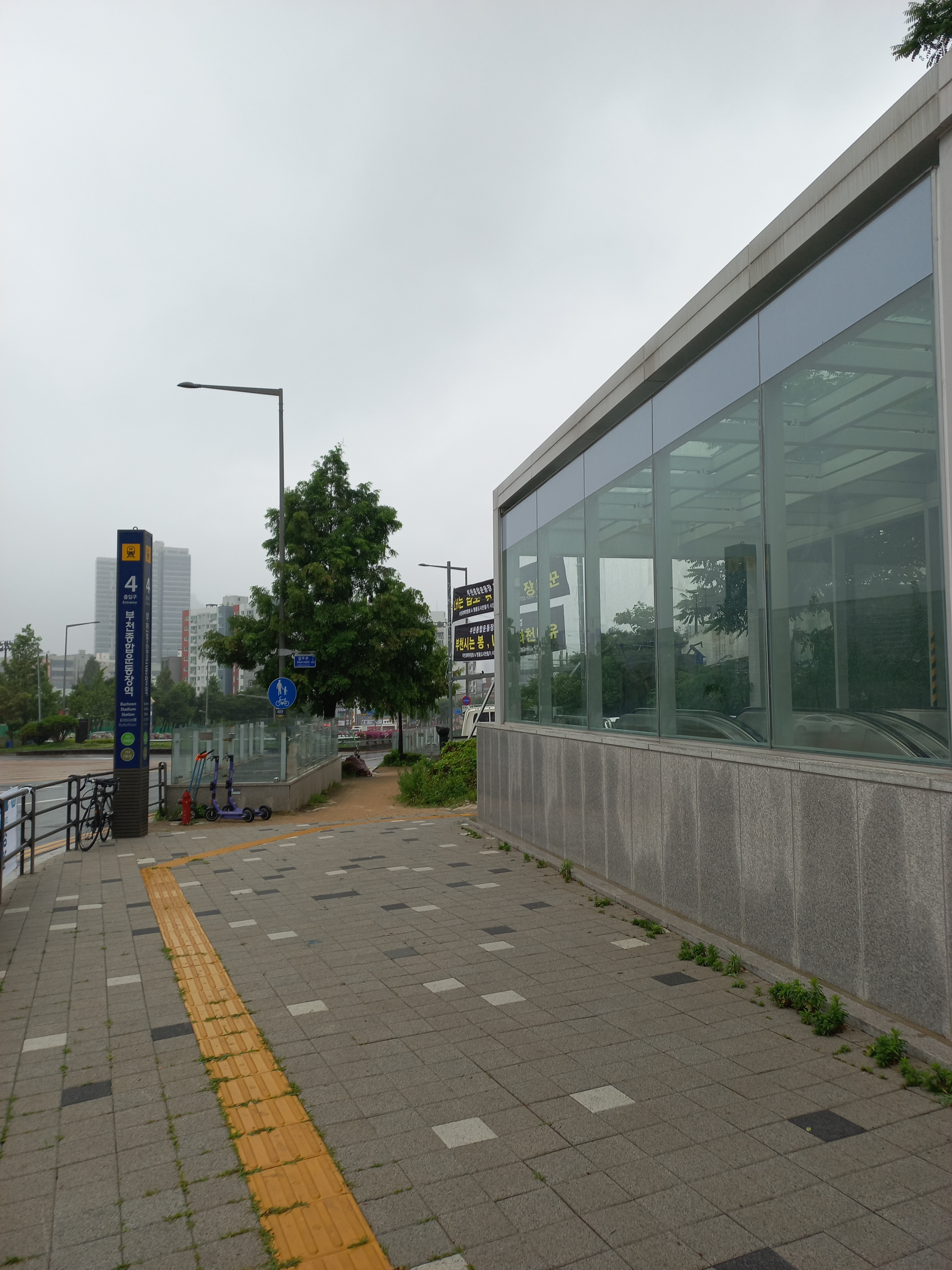
4號出口
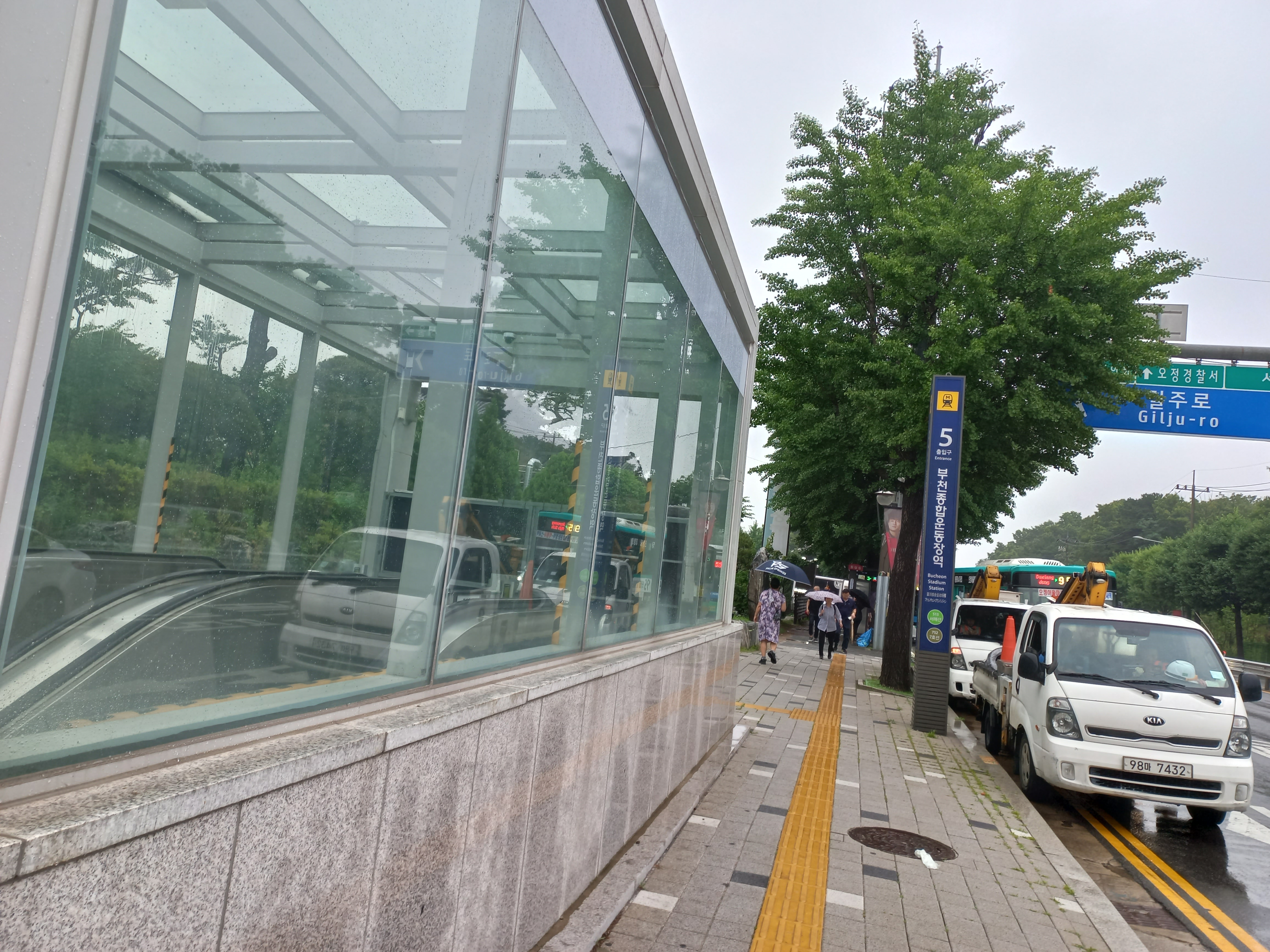
5號出口